# Isolia biroi
Isolia biroi är en stekelart som beskrevs av Szabó 1959. Isolia biroi ingår i släktet Isolia och familjen gallmyggesteklar. Inga underarter finns listade i Catalogue of Life.